# Пенчино (Ленинградская область)
Пенчино — деревня в Колчановском сельском поселении Волховского района Ленинградской области.

## История
Деревня Пенчино упоминается на карте Санкт-Петербургской губернии Ф. Ф. Шуберта 1834 года.

ПЕНЬШИНО — деревня принадлежит генерал-майору Ададурову, число жителей по ревизии: 38 м. п., 38 ж. п.. (1838 год)

На карте Ф. Ф. Шуберта 1844 года также отмечена деревня Пенчино.

ПЕНЧИНО — деревня контр-адмиральши Карауловой и наследников Бестужевых, по просёлочной дороге, число дворов — 11, число душ — 35 м. п. (1856 год)

ПЕНЧИНО — деревня владельческая при речке Златынке, число дворов — 11, число жителей: 36 м. п., 41 ж. п. (1862 год)

Согласно материалам по статистике народного хозяйства Новоладожского уезда 1891 года имение при селении Пенчино площадью 80 десятин принадлежало мещанину П. Г. Павлову, имение было приобретено в 1870 году за 1300 рублей, а также пустошь Чмутово при селении Пенчино принадлежала колонисту И. А. Эйдемиллер, пустошь была приобретена до 1868 года.
В конце XIX — начале XX века деревня административно относилась к Иссадской волости 2-го стана Новоладожского уезда Санкт-Петербургской губернии.
По данным «Памятной книжки Санкт-Петербургской губернии» за 1905 год деревня Пенчино входила в Златынское сельское общество.
С 1917 по 1923 год деревня Пенчино входила в состав Златынского сельсовета Иссадской волости Новоладожского уезда.
С 1923 года в составе Будаевщинского сельсовета Колчановской волости Волховского уезда.
С 1924 года в составе Хамонтовского сельсовета.
С 1926 года вновь в составе Будаевщинского сельсовета.
С 1927 года в составе Волховского района.
С 1928 года в составе Колчановского сельсовета. В 1928 году население деревни Пенчино составляло 140 человек.
С 1930 года в составе Златынского сельсовета.
По данным 1933 года деревня Пенчино входила в состав Златынского сельсовета Волховского района.

План деревни Пенчино. 1941 год

Согласно топографической карте РККА 1941 года деревня состояла из двух частей: Пеньчино, которая насчитывала 19 дворов и Малое Пеньчино — 4 двора. В деревне находились школа и церковь.
С 1946 года в составе Новоладожского района.
С 1954 года в составе Алексинского сельсовета.
В 1958 году население деревни Пенчино составляло 72 человека.
С 1960 года вновь в составе Колчановского сельсовета.
С 1963 года в составе Волховского района.
По данным 1966, 1973 и 1990 годов деревня Пенчино также входила в состав Колчановского сельсовета.
В 1997 году в деревне Пенчино Колчановской волости проживали 14 человек, в 2002 году — 8 человек (все русские).
В 2007 году в деревне Пенчино Колчановского СП — 9, в 2010 году — 13 человек.

## География
Деревня расположена в центральной части района на автодороге А114 (Вологда — Новая Ладога).
Расстояние до административного центра поселения — 5 км.
Расстояние до ближайшей железнодорожной платформы Хамонтово (141 км) — 6 км.
Деревня находится на правом берегу реки Златынки.

## Демография
| 1838 | 1862 | 1997 | 2002 | 2007 | 2010 | 2013 |
| ---- | ---- | ---- | ---- | ---- | ---- | ---- |
| 76   | ↗77  | ↘14  | ↘8   | ↗9   | ↗13  | ↘10  |
| 2017 |      |      |      |      |      |      |
| ↗15  |      |      |      |      |      |      |

### Национальный состав
По данным Всероссийской переписи населения 2021 года в деревне проживали 4 человека, из них:
 русские — 3, таджики — 1 человек.